# Командный чемпионат СССР по спидвею
Командный чемпионат СССР по спидвею — годовой цикл соревнований среди лучших спидвейных клубов СССР. Проводился с 1962 г. по 1992 г.

## Медалисты
Список клубов, которые становились медалистами в чемпионатах СССР с 1962 по 1992
| Сезон | Чемпион СССР           | Серебряный призёр       | Бронзовый призёр       |
| 1962 | Башкирия Уфа           | Карпаты-1 Львов         | Радуга Ровно           |
| 1963 | СКА-1 Львов            | Башкирия Уфа            | Сирена Москва          |
| 1964 | Башкирия Уфа           | Уфа» Уфа                | СКА-1 Львов            |
| В 1965 году чемпионат не завершён |                        |                         |                        |
| 1966 | «Нева» Ленинград       | СКА-1 Львов             | «Радуга» Ровно         |
| 1967 | «Башкирия» Уфа         | «Салават» Салават       | «Нева» Ленинград       |
| 1968 | «Башкирия» Уфа         | «Корд» Балаково         | «Нева» Ленинград       |
| 1969 | «Башкирия» Уфа         | «Восток» Владивосток    | «Корд» Балаково        |
| 1970 | «Локомотив» Даугавпилс | «Башкирия» Уфа          | «Сибирь» Новосибирск   |
| 1971 | «Нева» Ленинград       | «Локомотив» Даугавпилс  | «Сибирь» Новосибирск   |
| 1972 | «Восток» Владивосток   | «Турбина» Балаково      | «Сибирь» Новосибирск   |
| 1973 | «Турбина» Балаково     | «Восток» Владивосток    | «Сибирь» Новосибирск   |
| 1974 | «Турбина» Балаково     | «Восток» Владивосток    | «Башкирия» Уфа         |
| 1975 | «Турбина» Балаково     | «Башкирия» Уфа          | «Жигули» Тольятти      |
| 1976 | «Турбина» Балаково     | «Башкирия» Уфа          | «Сибирь» Новосибирск   |
| 1977 | «Турбина» Балаково     | «Кировец» Новосибирск   | «Башкирия» Уфа         |
| 1978 | «Турбина» Балаково     | «Кировец» Новосибирск   | «Башкирия» Уфа         |
| 1979 | «Башкирия» Уфа         | «Сибирь» Новосибирск    | «Турбина» Балаково     |
| 1980 | «Сибирь» Новосибирск   | «Башкирия» Уфа          | «Турбина» Балаково     |
| 1981 | «Башкирия» Уфа         | «Сибирь» Новосибирск    | «Турбина» Балаково     |
| 1982 | «Башкирия» Уфа         | «Сибирь» Новосибирск    | «Нефтяник» Октябрьский |
| 1983 | «Башкирия» Уфа         | «Нефтяник» Октябрьский  | «Баррикада» Ленинград  |
| 1984 | «Турбина» Балаково     | «Башкирия» Уфа          | «Сибирь» Новосибирск   |
| 1985 | «Сигнал» Ровно         | «Турбина» Балаково      | «Башкирия» Уфа         |
| 1986 | «Сигнал» Ровно         | «Жигули» Тольятти       | «Кузбасс» Кемерово     |
| 1987 | «Сигнал» Ровно         | «Турбина» Балаково      | «Кузбасс» Кемерово     |
| 1988 | «Башкирия» Уфа         | «Кузбасс» Кемерово      | «Турбина» Балаково     |
| 1989 | «Турбина» Балаково     | «Восток» Владивосток    | «Башкирия» Уфа         |
| 1990 | «Восток» Владивосток   | СКА Львов               | «Турбина» Балаково     |
| 1991 | СКА-Конвейер Львов     | «Турбина» Балаково      | «Восток» Владивосток   |
| 1992 | «Фантастика» Ровно     | «Строитель» Октябрьский | «Башкирия» Уфа         |
| В 1970 году чемпионат не завершен, места распределены условно, по среднему количеству очков в гонке, медали не вручались. В 1992 году чемпионат имел статус чемпионата СНГ. С 1993 года чемпионат не проводится в связи с распадом СССР. |                        |                         |                        |